# Grande Cairo
Il Grande Cairo (GC in arabo القاهرة الكبرى‎?, Al-Qāhira al-Kubrā) è la più grande area metropolitana dell'Egitto, la più grande area urbana dell'Africa, del Medio Oriente e del mondo arabo e la sesta area metropolitana più grande del mondo. È composto da tutte le città del Governatorato del Cairo, nonché Giza, 6 ottobre, Città dello Sheikh Zayed nel Governatorato di Giza e Shubra El-Khema e Obour nel Governatorato di al-Qalyūbiyya, con una popolazione totale stimata in 20.901.000 abitanti, una superficie di 1.709 km2 e una densità di 12.230 abitanti/km2.

## Clima
L'area del Grande Cairo e la sua regione circostante sono classificate come clima desertico caldo (BWh) nella classificazione di Köppen-Geiger, come tutto l'Egitto. Il Cairo e la regione circostante hanno temperature giornaliere molto simili, tuttavia, le parti meno popolate a est e a ovest non hanno il calore urbano.

## Questioni urbane
Il 60% di tutte le case informali in Egitto si trova nell'area del Grande Cairo.

## Città principali
- Il Cairo
- Giza
- Helwan
- Nasr
- Nuovo Cairo
- Eliopoli
- Shubra El-Khema

## Città e periferie circostanti
- 6 ottobre
- Città dello sceicco Zayed
- Badr
- New Cairo (tra cui El Rehab e il quinto insediamento)
- Nuova Eliopoli
- Obour
- El Shorouk
- Madinatezza
- Banha

### A volte inclusa
- Città del decimo Ramadan